# Alesia Stepaniuk
Alesia Mikhaïlhovna Stepaniuk (en russe : Але́ся Миха́йловна Степаню́к), née le 23 juin 1985 à Khislavitchi (RSFS de Russie), est une judokate handisport russe concourant dans la catégorie des -52 kg.

## Carrière
Aux Jeux paralympiques d'été de 2020, elle est battue par la Canadienne Priscilla Gagné en quarts mais bat ensuite la Brésilienne Karla Cardoso dans son match de repêchage, ce qui lui permet d'atteindre la petite finale. Là, elle bat la Japonaise Yui Fujiwara et remporte une médaille de bronze.

## Palmarès
| Date | Compétition           | Lieu             | Place |
| ---- | --------------------- | ---------------- | ----- |
| 2008 | Jeux paralympiques    | Pékin            | 3e    |
| 2010 | Championnats du monde | Antalya          | 3e    |
| 2012 | Jeux paralympiques    | Londres          | 5e    |
| 2014 | Championnats du monde | Colorado Springs | 3e    |
| 2018 | Championnats du monde | Odivelas         | 7e    |
| 2019 | Championnats d'Europe | Gênes            | 2e    |
| 2021 | Jeux paralympiques    | Tokyo            | 3e    |